# Małgorzata Brzezińska
Małgorzata Anna Brzezińska (ur. 19 czerwca 1963) – konsul honorowa Wielkiej Brytanii (od 2002) w Łodzi, Łodzianka Roku (2002).

## Życiorys
Ukończyła studia na Uniwersytecie Łódzkim w zakresie historii oraz języka angielskiego, a następnie uzyskała stopień doktora nauk ekonomicznych. Ukończyła podyplomowe studia Executive MBA. Była prezesem zarządu Łódzkiego Klubu Biznesu. Jest prezesem Instytutu Nowych Technologii oraz współwłaścicielką firmy doradczej SIGN, a także członkiem Towarzystwa Integracji Transportu. Od 2002 roku pełni funkcję konsula honorowego Wielkiej Brytanii w Łodzi. Była Delegat pracodawców polskich na 93. sesję ONZ Międzynarodowej Organizacji Pracy w Genewie (2005).

## Wyróżnienia
- Łodzianka Roku (2002)[4],
- Odznaka „Za Zasługi dla Miasta Łodzi” (2003)[5],
- Dama Sukcesu (2005)[4].